# HERMES (méthode)
Pour les articles homonymes, voir Hermès (homonymie).
 (novembre 2023).
La mise en forme du texte ne suit pas les recommandations de Wikipédia : il faut le « wikifier ».
Les points d'amélioration suivants sont les cas les plus fréquents. Le détail des points à revoir est peut-être précisé sur la page de discussion.
- Les titres sont pré-formatés par le logiciel. Ils ne sont ni en capitales, ni en gras.
- Le texte ne doit pas être écrit en capitales (les noms de famille non plus), ni en gras, ni en italique, ni en « petit »…
- Le gras n'est utilisé que pour surligner le titre de l'article dans l'introduction, une seule fois.
- L'italique est rarement utilisé : mots en langue étrangère, titres d'œuvres, noms de bateaux, etc.
- Les citations ne sont pas en italique mais en corps de texte normal. Elles sont entourées par des guillemets français : « et ».
- Les listes à puces sont à éviter, des paragraphes rédigés étant largement préférés. Les tableaux sont à réserver à la présentation de données structurées (résultats, etc.).
- Les appels de note de bas de page (petits chiffres en exposant, introduits par l'outil «  Source ») sont à placer entre la fin de phrase et le point final[comme ça].
- Les liens internes (vers d'autres articles de Wikipédia) sont à choisir avec parcimonie. Créez des liens vers des articles approfondissant le sujet. Les termes génériques sans rapport avec le sujet sont à éviter, ainsi que les répétitions de liens vers un même terme.
- Les liens externes sont à placer uniquement dans une section « Liens externes », à la fin de l'article. Ces liens sont à choisir avec parcimonie suivant les règles définies. Si un lien sert de source à l'article, son insertion dans le texte est à faire par les notes de bas de page.
- La présentation des références doit suivre les conventions bibliographiques. Il est recommandé d'utiliser les modèles {{Ouvrage}}, {{Chapitre}}, {{Article}}, {{Lien web}} et/ou {{Bibliographie}}. Le mode d'édition visuel peut mettre en forme automatiquement les références.
- Insérer une infobox (cadre d'informations à droite) n'est pas obligatoire pour parachever la mise en page.

Pour une aide détaillée, merci de consulter Aide:Wikification.
Si vous pensez que ces points ont été résolus, vous pouvez retirer ce bandeau et améliorer la mise en forme d'un autre article.
 (novembre 2023).
HERMES est une méthode de gestion de projets développée par l'administration fédérale suisse pour les domaines de l'informatique, des prestations, des produits et de l'organisation. Il s'agit d'un standard ouvert à la disposition de tout un chacun. 
Standard ouvert de cyberadministration (eCH, n° 0054), la méthode HERMES est utilisée pour la gestion de projets dans l'ensemble de l'administration fédérale suisse. La version 5.1 est disponible depuis 2014. La documentation complète est disponible en français et en allemand en ligne ; l'italien et l'anglais sont également supportés. 
La dernière version, HERMES 2022 est sortie en 2023. Il a fallu d'une part adapter l'approche de développement agile aux besoins actuels des organisations. Il s'agit d'optimiser la démarche agile déjà existante et de l'intégrer dans le modèle de phases. 

## Genèse
Elle est utilisée depuis sa création pour la gestion et le développement de projets informatiques au sein de l'administration fédérale suisse. Au fil du temps, HERMES s'est développé et de nouvelles versions ont vu le jour en 1986, 1995, 2003 et 2005. HERMES version 5 a été lancée en 2013 et la version 5.1 en 2014.
En 2023, est sortie la version HERMES 2022, d'abord en allemand en février, puis en français au mois d'avril.

## But et principe
Elle offre un soutien complet permettant le bon déroulement des projets en proposant des scénarios concrets, des outils en ligne, des listes de contrôle et des modèles de documents.
La méthode s'adresse non pas aux méthodologues, mais aux chefs de projet et à leurs collaborateurs. Elle décrit clairement les tâches et activités ainsi que les rôles concrets de la collaboration inter-organisationnelle et fournit des modèles de documents permettant d'obtenir rapidement des résultats. 
HERMES soutient toutes les personnes impliquées dans le projet : le mandant (gouvernement d'entreprise et développement durable), le chef de projet (planification, contrôle et gestion), les spécialistes (exécution) et l'organisation permanente (harmonisation du projet et des objectifs organisationnels).
Les différentes phases assorties de jalons permettent de suivre facilement le projet et de contrôler sa progression.

### Scénarios
Le chef de projet choisit un scénario en fonction du contenu, le scénario pouvant être adapté individuellement. HERMES propose un éventail de scénarios standardisés, qui peuvent être modifiés en fonction des besoins de l'organisation. Les divers scénarios peuvent être mis à la disposition des autres utilisateurs d'HERMES et soumis à la validation de l'association eCH.

### Modules
Les modules sont des éléments utilisables plusieurs fois pour l'élaboration de scénarios. Chaque module regroupe de manière cohérente les tâches à effectuer, les résultats à obtenir et les rôles impliqués. Les modules permettent de créer des scénarios.[réf. souhaitée]

### Phases et jalons
En approche agile, seules trois phases sont présentes, la phase agile de mise en œuvre incluant les phases classiques de conception, réalisation et déploiement.
Les phases d'initialisation et de clôture sont identiques dans l'approche classique et agile.
Un jalon marque le début et la fin de chaque phase.

### Rôles
Les rôles de mandant, de chef de projet et de représentant des utilisateurs sont les rôles minimaux à pourvoir. Chaque rôle fait l'objet d'une description qui indique son niveau de responsabilité et son échelon hiérarchique. Le mandant est toujours une personne physique.[réf. souhaitée]

### Tâches et résultats
Supportées par les rôles, les tâches consistent à obtenir des résultats. HERMES est une méthode axée sur les résultats.[réf. souhaitée]

## Formation et certification
HERMES propose des formations à toutes les personnes intéressées. Ces formations vont du cours de base au cours destiné aux chefs de projet expérimentés. 
Il est également possible d'obtenir des certificats. La certification comporte deux niveaux : Foundation Level, pour les collaborateurs, et Advanced Level, pour les chefs de projet.